# Biểu đồ Nyquist

Một biểu đồ Nyquist.

Biểu đồ Nyquist là một biểu đồ tham số của một đáp ưng tần số được sử dụng trong điều khiển tự động và xử lý tín hiệu. Ứng dụng phổ biến nhất của biểu đồ Nyquist là để đánh giá sự ổn định của một hệ thống với tín hiệu phản hồi. Trong hệ trục tọa độ Descartes, phần thực của hàm truyền được vẽ trên trục X. Phần ảo được vẽ trên trục Y. Tần số được quét như một tham số, kết quả là một biểu đồ theo tần số.  Ngoài ra, trong hệ tọa độ cực, độ lợi của hàm truyền được vẽ theo toạ độ bán kính, trong khi pha của hàm truyền được vẽ theo tọa độ góc. Biểu đồ Nyquist được đặt tên theo Harry Nyquist, một cựu kỹ sư tại phòng thí nghiệm Bell.

## Sử dụng
Đánh giá sự ổn định của một hệ thống phản hồi âm vòng kín được thực hiện bằng cách áp dụng tiêu chuẩn ổn định Nyquist với biểu đồ Nyquist của hệ thống vòng hở (nghĩa là cùng một hệ thống mà không cần vòng phản hồi của nó). Phương pháp này có thể dễ dàng áp dụng ngay cả đối với các hệ thống có trễ và các hàm truyền không hợp lý khác, có thể khó phân tích bằng phương pháp khác. Tính ổn định được xác định bằng cách nhìn vào số vòng bao quanh điểm (-1,0). Phạm vi của độ lợi trên đó hệ thống sẽ ổn định có thể được xác định bằng cách xem xét trên trục thực.
Biểu đồ Nyquist có thể cung cấp một số thông tin về hình dạng của hàm truyền. Ví dụ, biểu đồ này sẽ cung cấp thông tin về sự khác biệt giữa số lượng các cực và zero của hàm truyền bằng góc mà tại đó đồ thị tiếp cận gốc.
Khi vẽ bằng tay, một phiên bản phim hoạt hình của biểu đồ Nyquist đôi khi được sử dụng, trong đó cho thấy độ tuyến tính của đồ thị, nhưng trong đó hệ trục tọa độ bị bóp méo để hiển thị chi tiết hơn trong các khu vực quan tâm. Khi vẻ đồ thị có tính toán, người ta cần phải cẩn thận để bao phủ hết tất cả các tần số  cần quan tâm. Điều này thường có nghĩa là các tham số được quét bằng hàm logarit, để bao trùm hết một loạt các giá trị.